# Amanda Jones (Erfinderin)

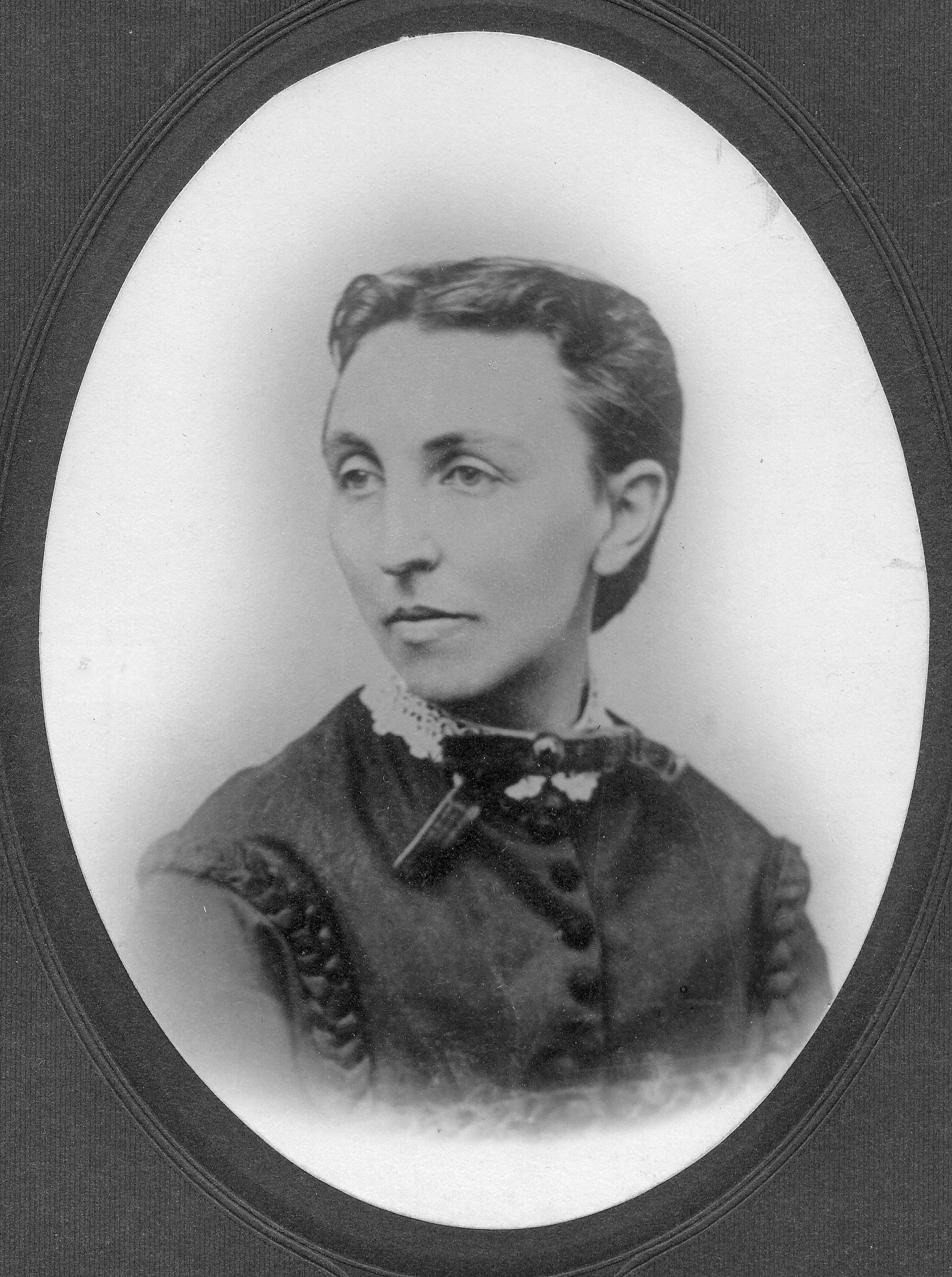
Amanda Jones, 1879

Amanda Theodosia Jones (* 19. Oktober 1835 East Bloomfield, Ontario County; † 31. März 1914) war eine US-amerikanische Autorin und Erfinderin.

## Leben und Leistungen
Im Alter von 15 Jahren begann sie, als Lehrerin zu arbeiten. Ab 1854 schrieb sie ihre ersten Arbeiten für das Ladies Respiratory, ein Methodisten-Magazin. Später machte sie sich als Verfasserin von Kriegsliedern zum Amerikanischen Bürgerkrieg und als Dichterin einen Namen.
Nach dem Tod ihres Bruders im Jahre 1857 beendete Jones ihre Tätigkeit als Lehrerin und wurde Erfinderin. Mit Hilfe ihres Schwagers oder Cousins Leroy C. Cooley (ab 1874 Professor für Physik und Chemie am Vassar College) erdachte sie einen Vakuumprozess zum Konservieren von Lebensmitteln, für den sie 1873 ein Patent erhielt. Sie erfand ferner einen Vakuumprozess zum Trocknen von Lebensmitteln. Eine von ihr gegründete Konservenfabrik blieb jedoch erfolglos. In den 1880ern erfand sie in Pennsylvania einen Ölbrenner.